# 曲登沙寺
曲登沙寺位於四川省甘孜州丹巴縣，文物遺址年代判定為明。2012年7月16日公佈為第八批四川省文物保護單位。
曲登沙寺位於四川省甘孜藏族自治州丹巴縣半扇門鄉喇嘛寺一村，寺廟建築高大雄偉，有酷似布達拉宮的建築風格和地形地貌特徵。曲登沙寺占地面積4000平方米，建築面積3400平方米，為藏族平頂式土木結構建築，其中頌經大殿建築面積600平方米，大殿內牆上留存有150平方米的以佛、菩薩、金剛護法神等為內容的精美的彩色壁畫。2006年，曲登沙寺被丹巴縣人民政府公佈為縣級文物保護單位；2006年，曲登沙寺被甘孜州人民政府公佈為州級文物保護單位。